# Hoyt S. Curtin
Hoyt S. Curtin est un compositeur américain né le 9 septembre 1922 à Downey, en Californie (États-Unis), et mort le 3 décembre 2000 à Los Angeles (États-Unis).

## Filmographie
- 1950 : Trouble Indemnity (de)
- 1950 : The Popcorn Story
- 1950 : Bungled Bungalow
- 1951 : Grizzly Golfer
- 1952 : Pete Hothead
- 1953 : Safety Spin
- 1953 : Mesa of Lost Women (en)
- 1954 : When Magoo Flew
- 1954 : Jail Bait
- 1956 : Magoo's Canine Mutiny
- 1957 : Pouf et Riqui (série télévisée)
- 1958 : Roquet belles oreilles (The Huckleberry Hound Show) (série TV)
- 1960 : Snoopy Loopy
- 1960 : Les Pierrafeu (The Flintstones) (série TV)
- 1960 : Q.T. Hush (en) (série TV)
- 1961 : The Yogi Bear Show (série TV)
- 1962 : Wally Gator (série TV)
- 1962 : The Jetsons (série TV)
- 1963 : Whatcha Watchin'
- 1964 : Magilla Gorilla (en) (série TV)
- 1964 : Linus! The Lion Hearted (série TV)
- 1965 : Tom and Jerry (série TV)
- 1968 : Les Fous du volant (Wacky Races) (série télévisée)
- 1969 : Joniko and the Kush Ta Ta
- 1969 : Satanas et Diabolo (Dastardly and Muttley in Their Flying Machines) (série télévisée animée)
- 1969 : Love, American Style (série télévisée)
- 1970 : Where's Huddles? (en) (série télévisée)
- 1971 : Lippy le lion (Lippy the lion) (série télévisée animée)
- 1971 : The Pebbles and Bamm-Bamm Show (série télévisée)
- 1971 : Help! It's the Hair Bear Bunch (en) (série télévisée)
- 1972 : The New Scooby-Doo Movies (série télévisée)
- 1972 : Josie and the Pussycats in Outer Space (série télévisée)
- 1972 : The Roman Holidays (en) (série TV)
- 1972 : The Amazing Chan and the Chan Clan (en) (série TV)
- 1973 : Yogi's Gang (en) (série TV)
- 1973 : Butch Cassidy and the Sundance Kids (en) (série TV)
- 1973 : Gaspard et les Fantômes (Goober and the Ghost-Chasers) (série TV)
- 1973 : Super Friends (série TV)
- 1973 : Jeannie (en) (série TV)
- 1973 : Mini Mini détective Inch Eye private Eye) (série TV animée)
- 1974 : Six colts et un coffre (en) (Shootout in a One-Dog Town) (TV)
- 1974 : The Runaways (TV)
- 1974 : Devlin (en) (série TV)
- 1974 : The Partridge Family, 2200 A.D. (en) (série TV)
- 1975 : Timber Tramps (en)
- 1976 : The Scooby-Doo/Dynomutt Hour (série TV)
- 1976 : Clue Club (série TV animée)
- 1976 : Mantalo (Jabberjaw) (série TV)
- 1977 : Fred Flintstone and Friends (en) (série TV)
- 1977 : The C.B. Bears (en) (série TV)
- 1977 : Momo et Ursul (The Great Grape Ape Show) (série TV)
- 1978 : The Godzilla Power Hour (en) (série TV)
- 1978 : Yogi's Space Race (en) (série TV)
- 1978 : Dynomutt, Dog Wonder (en) (série TV)
- 1978 : It Isn't Easy Being a Teenage Millionaire (TV)
- 1978 : The Challenge of the Super Friends (en) (série TV)
- 1978 : The All-New Popeye Hour (en) (série TV)
- 1978 : La Bataille des planètes (Battle of the Planets) (série TV animée)
- 1978 : Jane de la jungle (Jana of the Jungle) (série TV)
- 1978 : KISS Meets the Phantom of the Park (TV)
- 1979 : The Popeye Valentine Special (TV)
- 1979 : Casper and the Angels (en) (série TV)
- 1979 : Scooby-Doo and Scrappy-Doo (série TV)
- 1979 : The World's Greatest SuperFriends (en) (série TV)
- 1979 : C.H.O.M.P.S.
- 1979 : Scooby-Doo Goes Hollywood (TV)
- 1980 : The Flintstones' New Neighbors (en) (TV)
- 1980 : The Flintstones: Fred's Final Fling (en) (TV)
- 1980 : Yogi's First Christmas (en)
- 1981 : Les Schtroumpfs ("The Smurfs") (série TV)
- 1981 : Laverne and Shirley in the Army (en) (série TV)
- 1982 : The Mork & Mindy/Laverne & Shirley with the Fonz Show (série TV)
- 1982 : Pacman (Pac-Man) (série TV)
- 1982 : Heidi's Song
- 1982 : Christmas Comes to PacLand (en) (TV)
- 1983 : The Monchhichis (série TV)
- 1984 : SuperFriends: The Legendary Super Powers Show (en) (série TV)
- 1984 : Les Snorky (The Snorks) (série TV)
- 1985 : Yogi's Space Race (en) (série TV)
- 1985 : Les Treize Fantômes de Scooby-Doo (The 13 Ghosts of Scooby-Doo) (série TV)
- 1986 : GoBots: War of the Rock Lords
- 1988 : Paw Paws (série télévisée)